# Moreia-tigre
A moreia-tigre (também chamada de moreia-serpente ou moreia-dente-de-presa ) é uma moreia da família Muraenidae encontrada em partes mais quentes do Oceano Atlântico oriental, incluindo o Mar Mediterrâneo, Ilhas Canárias, Madeira e várias outras ilhas.
A moreia-tigre é caracterizada pela sua coloração amarela brilhante e mandíbula alongada, que é preenchida com um grande número de longos dentes "semelhantes a vidro". Pode chegar a 1,20 metros de comprimento. A moreia-tigre é uma espécie demersal, habitando fundos rochosos ricos em fendas. As moréias são carnívoros noturnos alimentando-se principalmente de peixes bentónicos, cefalópodes e crustáceos.